# Rodolia cardinalis
Espèce
Rodolia cardinalis est une espèce d’insectes de la famille des Coccinellidae.
Cette coccinelle est un prédateur actif des pucerons, utilisé comme agent de lutte biologique.